# 神奈川県立相模向陽館高等学校
神奈川県立相模向陽館高等学校（かながわけんりつ さがみこうようかんこうとうがっこう）は、神奈川県座間市ひばりが丘三丁目に所在する多部制定時制の公立の高等学校。

## 概要
座間方面多部制定時制高校として設立準備され、相模向陽館高等学校として2010年4月に開校。
廃校となった神奈川県立ひばりが丘高等学校の校地、設備をそのまま使用している。1学年は8学級規模（午前部4学級、午後部4学級）。
神奈川県立としては初の定時制単独校である。修業年限は4年。神奈川県立座間養護学校高等部の分教室も同所に設置されている。

## 設置課程
- 定時制課程 普通科（単位制）
  - 午前部
  - 午後部

## 沿革
- 2009年11月 設立認可
- 2010年4月 開校

## 進学実績
東海大学、桜美林大学、立正大学、日本文化大学、帝京大学、帝京短期大学など

## 交通
- 相鉄線さがみ野駅 徒歩20分
- 小田急江ノ島線鶴間駅 徒歩30分